# Mięsień okrężny oka

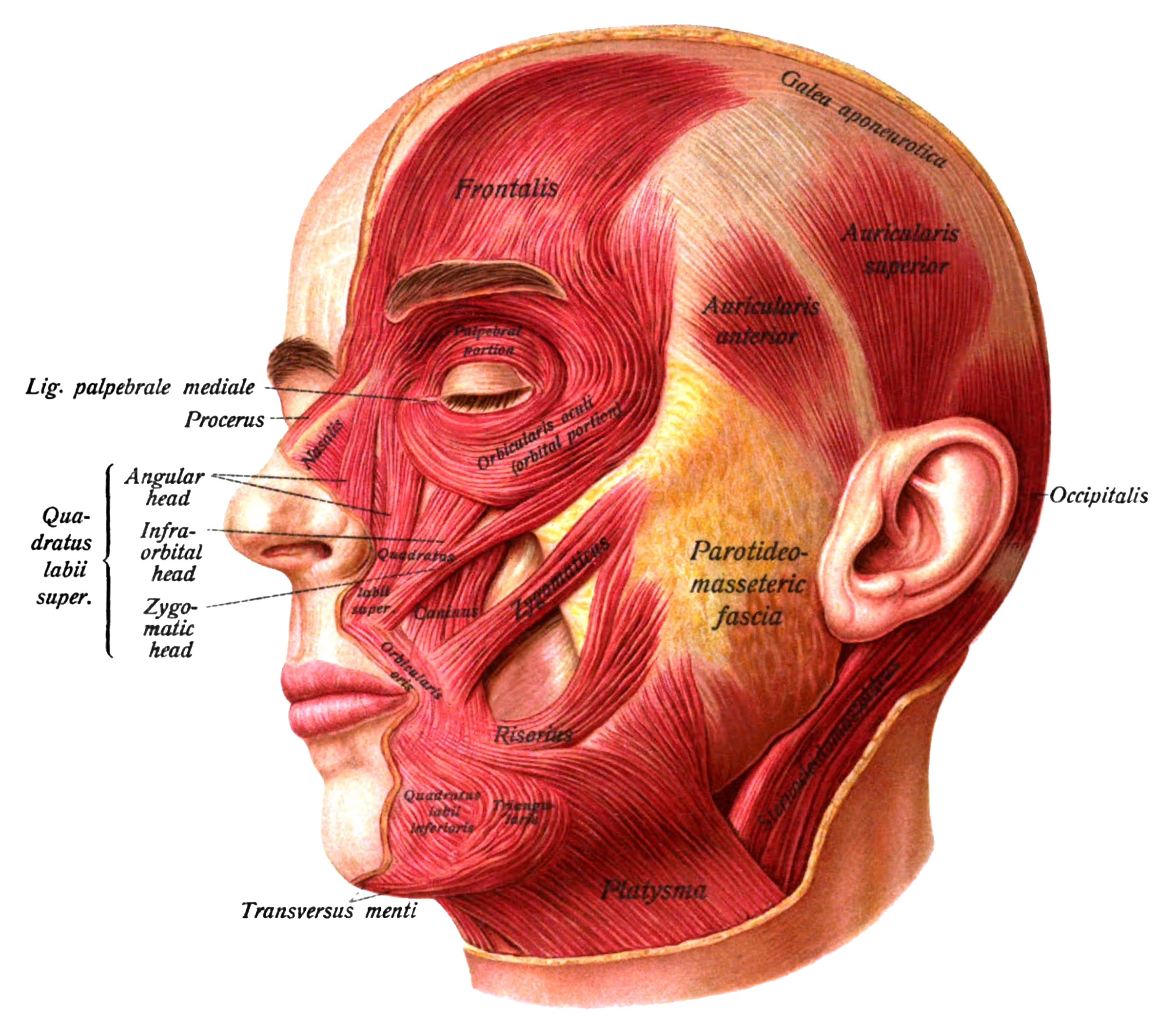
Mięsień okrężny oka podpisany Orbicularis oculi. Część powiekowa – palpebral portion, część oczodołowa – orbital portion.

Mięsień okrężny oka (łac. musculus orbicularis oculi) – w anatomii człowieka parzysty mięsień wyrazowy głowy, należący do grupy mięśni otoczenia szpary powiek, najsilniej rozwinięty mięsień z tej grupy. Składa się z trzech części: oczodołowej (łac. pars orbitalis), powiekowej (łac. pars palpebralis) i łzowej (łac. pars lacrimalis).
Część powiekowa, otaczając wejście do oczodołu, zaczyna się i kończy na przyśrodkowej ścianie oczodołu. Od tej części odchodzą dwie cienkie warstwy włókien mięśni, które przebiegają łukowato w powiece górnej i dolnej, pokrywając od przodu tarczki powiekowe – jest to część powiekowa mięśnia. Poza woreczkiem łzowym jest pasmo włókien tzw. część łzowa, która ma wpływ na mechanizm odpływu łez. Skurcz części oczodołowej mięśnia okrężnego powoduje zaciskanie powiek, natomiast skurcz części powiekowej powoduje spokojne zamykanie powiek. Mięsień okrężny oka może łączyć się z mięśniem marszczącym brwi. Unerwiony jest przez gałązki skroniowe i jarzmowe nerwu twarzowego, a unaczyniony przez gałązki tętnicy twarzowej, tętnicy nadoczodołowej i tętnicy skroniowej powierzchownej.